# شهرستان دیتوا
شهرستان دیتوا (به لاتین: Detva District) یک منطقهٔ مسکونی در اسلواکی است که در منطقه بانسکا بیستریتسا واقع شده‌است. شهرستان دیتوا ۴۷۵ کیلومتر مربع مساحت و ۳۳٬۴۲۶ نفر جمعیت دارد.